# Ляпчева къща
Ляпчевата къща е архитектурна забележителност в град София, България.

## Местоположение
Къщата се намира на улица „Кракра“ № 21 в София, в района на Софийския университет „Св. Климент Охридски“.

## История
Къщата е построена около 1906 – 1908 година. През 1923 година видният български политик Андрей Ляпчев я закупува от тогавашните ѝ собственици търговци. Дотогава той няма собствено жилище и, макар дълги години да е бил народен представител и няколко пъти министър, за покупката му се налага да тегли банков заем, който не успява да изплати до края на живота си.
Андрей Ляпчев и съпругата му Констанца нямат деца. Малко преди смъртта си той прави завещание, с което оставя  имуществото си на нея, като след смъртта ѝ или в случай, че тя престане да носи името му, цялото му имущество става собственост на Българската академия на науките и Българското икономическо дружество. След смъртта на Ляпчев на 6 ноември 1933 година в София след неуспешна операция, поради неизплатения заем банката продава част от дворното място, а БАН покрива разликата от ипотеката.
През 1943 година в сградата се помещава Службата за български речник на БАН, от 1948 година – Институтът за изобразително изкуство, а в по-ново време – Институтът за изследване на изкуствата. Запазено е бюрото на Андрей Ляпчев, на което са писани документите, свързани с бежанския заем от 1926 година и стабилизационния заем през 1928 година, фотьойл от дома, автентичната кахлена печка и дървената стълба към втория етаж. Макар формално да не е паметник на културата, къщата е важна част от историята на София и на нацията, по думите на проф. Емануел Мутафов.
На фасадата на къщата е поставена паметна плоча.